# LOVE MY LIFE
『LOVE MY LIFE』は、祥伝社『FEEL YOUNG』で連載されたやまじえびねの漫画及びこの作品を原作とする実写映画。

## 映画
2006年秋に公開された。2007年11月にカナダのモントリオール国際LGBT映画祭にて「20/20 VISION AWARD」を受賞した。
レズビアンで不思議系の女の子、泉谷いちこの成長物語であり、恋愛物語でもある。重たくなりがちな同性愛の問題を軽めのタッチで描いた映画作品である。主に東京と吉祥で撮影が行われた。随所で人気のガールズポップバンドの音楽が使用されており、意外なキャスティングとして、主人公の父親役を作家の石田衣良が演じている。また、吉井怜と今宿麻美がセミヌードを披露し、ベッドシーンを演じている。

### 映画版ストーリー
主人公は泉谷いちこ、18歳。翻訳家をめざして語学学校に通いながら、CDショップでアルバイトをしている。ママがこの世を去ったあと、大学教授でプロの翻訳家、さらには家事の一切もこなしてくれる優しいパパと二人暮らしの生活。いちこが付き合っているのが城島絵里子ことエリーだ。優秀な大学の法学部に通い、将来の夢は弁護士。おまけに文学の素養もあり、外国語の小説も原書でよみこなす才媛である。
ある日、いちこが父親にエリーを交際相手として紹介すると、あっさりとふたりの同性愛に理解を示し、いちこは得意げな様子。ところが、いちこと公園で散歩しているとき、思わず「やっぱりいちこもパパとママの子なんだな。パパもゲイなんだ。そしてママもレズビアンだった。いちこには一生黙っていようと思っていたのに」とカミングアウトしてしまう。友人関係であったパパとママの間に男女の恋愛感情はなかったのだが、子供が欲しいという利害関係は一致していた。そうして生まれたのがいちこだったのである。
その後、いちこはパパの許可を得て、現在のパパの彼氏である28歳の編集者に会ったり、海辺で犬の散歩をしているママの元カノである千波と、その現在の彼女でパパと同じ研究センターに勤めていた大学教授の冴子と偶然にも遭遇して話をしたり、バイト中にママの思い出の曲に手を伸ばしたモヒカンの格好いい女の子を意識したり……とさまざまな出逢いを重ねてゆく。そんなある日のこと。いちこが学校でいつも一緒につるんでいるのはゲイのタケで、ともにカミングアウトしていないふたりは周囲から付き合っていると思われていた。そこでいちこは、実際に付き合っていることにしてしまおう、と図書館で提案しタケも了承する。いちことエリーがデートをしていたとき、偶然、雑貨屋でエリーが元カレと遭遇してしまう。嫉妬するいちこ。しかし、ふたりはセックスをして仲直りし、エリーは自身の過去のジェンダートラブルについて、いちこに語る。ある日。図書館でユカコから、「実はタケが好きだったの」と言われ、そのことをタケに告げると、タケはユカコに対してカムアウトする覚悟を決める。いちこは、いつもバイト先にやってくるモヒカンの女の子にほのかな憧れを抱くようになっていたのだが、ひょんなことで知り合いになり、公園で言葉を交わしているとき、いきなりキスされてしまう。そのことをいちこはエリーに対して正直に謝り、とりあえずその場はおさまるものの、エリーは苛立ちを隠しきれない。学校ではタケのカミングアウトをきっかけに、ユカコがタケのみならずいちこの同性愛に対しても理解をしめしてくれるようになった。
いちこはエリーから父親を紹介される。父親は完璧主義者で女性差別的な堅物の弁護士であり、「いちこのような人間と付き合っているところをみると、自分やエリーの兄のように弁護士にはなれないだろう」とエリーに対して言い放つ。父親が去る。エリーは、父や兄と対等になりたいという思い、弁護士という鎧を手に入れなければ生きていけないという必死の思いから、弁護士になろうとしていた。そんな中、クリスマスがやってくる。プレゼントを交換したあと、エリーは「司法試験に受かるまで会わないでおこう」といちこに提案し、結果、ふたりはケンカをしてしまう。学校に行くと、嬉しそうに彼氏ができたから大みそかは寂しい思いをせずに済む、と報告してきたタケをみて複雑な気分になるいちこ。エリーに年賀状を出し、その年の大みそかはパパとふたりで過ごすことになった。年が明けても、エリーからの年賀状が来ず。冬休みが終わっても、エリーからの連絡はない。いちこはエリーの考え方を強く否定するようになるが、逆にパパやタケからじぶんの考え方を批判されてしまう。やがて変化の兆しがおとずれる。いちこは、パパから与えられた外国語の書籍をうまく翻訳するという課題をクリアーし、ノンフィクション作品の翻訳の仕事を紹介してもらうことになったのだ。エリーとの破局を予感しながらも、彼女は翻訳の仕事に没頭し、ついにやり遂げる。さっそく映画の原作を翻訳する次の仕事が舞い込み、それと同時に、エリーからの電話が鳴る。
ふたりは再会を果たした。エリーから原稿の束をわたされるいちこ。エリーはいちこに嘘をついていた。実はいちこと会わずにいる間、エリーは「父を見返すために弁護士になる」のではなく、「自分のために小説家になる」という決意を固めるため、自分自身を主人公のモデルにした『LOVE MY LIFE』というタイトルの小説を書いていたのだ。エリーの部屋に移動したふたりはベッドで愛を確かめ合う。エリーの小説は新人賞を受賞して、おしまい。

### キャスト
- いちこ - 吉井怜
- エリー - 今宿麻美
- タケちゃん - 高橋一生
- ユカコ - 平岩紙
- アキラ - 須賀貴匡
- CDショップの客 - 川合千春
- エリーの父 - 寺泉憲
- 千波さん - 秋本奈緒美
- 立花健吾 - 池内博之
- いちこのママ - 小泉今日子
- 冴子教授 - 浅田美代子
- いちこのパパ - 石田衣良

### スタッフ
- 監督：川野浩司
- プロデューサー：中林千賀子、三宅はるえ
- 原作：やまじえびね「LOVE MY LIFE」（祥伝社）
- 脚本：金杉弘子
- 撮影：福本淳
- 照明：市川徳充
- 美術：伊藤ゆう子
- 録音：山田幸治
- 整音：久保田敏之
- 編集：森下博昭
- 音楽：noodles
- スタイリスト：岡本純子
- ヘアメイク：根本佳枝
- キャスティング：星久美子
- 製作：フェローピクチャーズ、日本出版販売、タキ・コーポレーション
- 配給：トライネットエンタテインメント、タキ・コーポレーション